# Taiarapu-Ouest
Taiarapu-Ouest é uma comuna da Polinésia Francesa, nas Ilhas de Barlavento, arquipélago da Sociedade. Estende-se por uma área de 104 km², com  7.002 habitantes, segundo os censos de 2007, com uma densidade de 67 hab/km².